# Ієн Міллар
Ієн Міллар  (англ. Ian Millar, 6 січня 1947, Галіфакс, Нова Шотландія) — канадський вершник, олімпійський медаліст.

## Спортивні здобутки
Ієн Міллар — член канадської збірної з кінного спорту з 1971 року. Працює і тренується в Онтаріо. На національному рівні він виграв десять чемпіонатів Канади (1983, 1986—1991, 1993, 2004 і 2007 років) і виграв більше Гран-прі та інших змагань, ніж будь-хто в Північній Америці. На міжнародній арені його найбільші успіхи прийшлися на Панамериканські ігри, де він виграв одну золоту (1987), чотири срібні (1979, 1983, 1991 і 2007), і одну бронзову медаль (1999) в командних змагань з подолання перешкод і дві золоті (1987, 1999) і одну бронзову медаль (1979) в індивідуальних змаганнях. Він був переможцем Кубків світу 1988 і 1989 років.
Міллар — єдиний в історії новітніх Олімпійських ігор спортсмен, який брав участь одразу у 10 Олімпіадах (1972, 1976, 1984, 1988, 1992, 1996, 2000, 2004, 2008 і 2012 років), і був відсутній лише на літніх Олімпійських іграх 1980 року в Москві у зв'язку з бойкотом цих змагань Канадою. Його єдина медаль — срібло в командному турнірі, була здобута на літніх Олімпійських іграх 2008 року.
Він став членом ордена Канади в 1986 році і введений до Зали спортивної слави Канади в 1996 році.

## Виступи на Олімпіадах
| Олімпіада         | Дисципліна       | Місце              |
| ----------------- | ---------------- | ------------------ |
| Мюнхен 1972       | конкур, командні | 6                  |
| Монреаль 1976     | конкур, командні | 5                  |
| Лос-Анджелес 1984 | конкур, особисті | 14T                |
| Лос-Анджелес 1984 | конкур, командні | 4                  |
| Сеул 1988         | конкур, особисті | 15                 |
| Сеул 1988         | конкур, командні | 4                  |
| Барселона 1992    | конкур, особисті | 54 (кваліфікація)  |
| Барселона 1992    | конкур, командні | 9                  |
| Атланта 1996      | конкур, особисті | 46T (кваліфікація) |
| Атланта 1996      | конкур, командні | 16                 |
| Сідней 2000       | конкур, особисті | 13                 |
| Сідней 2000       | конкур, командні | 9                  |
| Афіни 2004        | конкур, особисті | 22                 |
| Пекін 2008        | конкур, особисті | 23T                |
| Пекін 2008        | конкур, командні | 2                  |